# 女滿別町
女滿別町（日语：〔〕／ Memanbetsu chō */?）為過去位於日本北海道網走支廳東部的行政區劃，轄區有三分之一的區域為網走湖，受到鄂霍次克海的影響，氣溫低，雨量少。已於2006年3月31日與東藻琴村合併為新設立的大空町。
名稱源自阿伊努語的「mem-an-pet」（有泉的河川）或「meman-pet」（清涼的河川）。

## 歷史
- 1890年：因伐木業在此建立工作用小屋，開始有人居住。[1]
- 1898年：開始有農業開墾為目的的居民。
- 1912年：北見到網走之間的鐵路開通，並設有女滿別車站，使得開墾者增加，並形成聚落。
- 1921年4月1日：從網走町（現在的網走市）分村設置為女滿別村。[2]
- 1951年4月1日：改制為女滿別町。
- 2006年3月31日：與東藻琴村合併為新設立的「大空町」。

## 產業
以農業和湖泊漁業為主。
轄區面積的50%為農業用地，主要農作包括麥、馬鈴薯、甜菜，近年來在向花卉、健康蔬菜和肉牛飼料等高收益性的農作發展。
由於轄區內有網走湖，因此有以網走湖為漁場的漁業，漁獲包括蜆貝、銀魚、鯉魚，每年九月有舉辦銀魚節。

## 交通

### 機場
- 女滿別機場

### 鐵路
- 北海道旅客鐵道
  - 石北本線：西女滿別車站 - 女滿別車站

### 道路
| 高速道路 - 北見網走自動車道：女滿別機場交流道 一般國道 - 國道39號 - 國道334號 | 道道 - 主要地方道 - 北海道道64號女滿別空港線 - 北海道道104號網走端野線 - 一般道道 - 北海道道246號小清水女滿別線 - 北海道道248號嘉多山美幌線 - 北海道道249號福住女滿別線 - 北海道道714號住吉女滿別停車場線 - 北海道道1168號女滿別空港內部線 |

## 觀光景點
- 網走國定公園
- 女滿別町濕生植物群落：國家天然記念物『水芭蕉大群落』
- 朝日丘公園：黑澤明導演的電影「夢」拍攝場景之一。

## 教育

### 高等學校
- 道立北海道女滿別高等學校

### 中學校
- 女滿別町立女滿別中學校

### 小學校
| - 女滿別町立女滿別小學校 | - 女滿別町立豐住小學校 |

## 姊妹市・友好都市

### 日本
- 稻城市（東京都）

## 本地出身的名人
- 松樹路人：西洋畫家、武藏野美術大學名譽教授、獨立美術協會會員。
- 神田山陽：日本說書人、落語藝術協會會員。

## 外部連結
- （日語）女滿別町・東藻琴村合併協議會（页面存档备份，存于）
- （日語）女滿別町・東藻琴村任意合併協議會（页面存档备份，存于）
- （日語）女滿別町農會
- （日語）女滿別青少年育成事業協會（页面存档备份，存于）
- （日語）社會福祉法人女滿別福祉會（页面存档备份，存于）